# Малоконоплянська вулиця
Малоконоплянська ву́лиця — зникла вулиця, що існувала в Подільському районі міста Києва, місцевість Пріорка. Пролягала від Лугової вулиці до кінця забудови.

## Історія
Вулиця виникла в 1950-ті роки. Ліквідована 1978 року в зв'язку зі зміною забудови та переплануванням.